# Záimishche (Rostov)
Záimishche (del ruso: Займище) es un posiólok del raión de Zernograd del óblast de Rostov de Rusia. Está situado en la orilla izquierda del río Elbuzd, afluente del Kagalnik, 33 km al sur de Zernograd y 76 km al sureste de Rostov del Don, la capital del óblast. 
Pertenece al municipio Guliái-Borísovskoye.